# Zofingen
Zofingen je město ve stejnojmenném okrese v kantonu Aargau v severním Švýcarsku. Centrum města je památkovou zónou.

## Historie

### Před založením obce
Oblast jako první kolonizoval keltský kmen Helvéciů. Později se místo stalo součástí Římské říše. V 6. století do oblasti přišli Alamani, kteří zde založili jedno z nejstarších sídel v kantonu Aargau. Již v 6. století byl v obci založen kostel.

### Středověk
V 11. století zde rod Frohburgů založil klášter kanovníků. Stejný rod roku 1201 založil i samotné město. Město se stalo obchodním centrem regionu především díky své poloze na obchodní cestě z Basileje do Luzernu. Nejstarší písemná zmínka o městě pochází z roku 1231. V první polovině 13. století začala ve městě ražba mincí, které se postupně rozšířily po celém severním Švýcarsku. Roku 1299 město připadlo rodu Habsburků. Roku 1415 bylo město dobyto Berňany, kteří zde roku 1528 zavedli reformované církve. Ve 14. století město zasáhla morová epidemie, která byla podnětem pro vyhnání Židů, obviněných z rozšíření epidemie. V 90. letech 14. století pak Zofingen zničily dva rozsáhlé požáry.

### Novověk
Od roku 1803 město patří ke kantonu Aargau a je regionálním správním centrem. Po 1. světové válce se město stalo průmyslovým centrem, především pak díky zániku konkurence na německé straně hranic.

## Historické centrum
Historické centrum je památkovou zónou. Jeho podoba byla na přelomu 17. a 18. století výrazně ovlivněna hromadnou přestavbou roubených domů na stavby v barokním stylu. Ve městě se nachází 22 historických kašen a také zbytky historického opevnění, včetně Prašné věže (Puverturm) s historickou zbrojnicí, které bylo vystavěno již na přelomu 13. a 14. století.

## Významní rodáci
- Erich von Däniken - spisovatel, autor knih o mimozemšťanech